# Nesolyncides io
Nesolyncides io är en insektsart som beskrevs av Ronald Gordon Fennah 1958. Nesolyncides io ingår i släktet Nesolyncides och familjen Dictyopharidae. Inga underarter finns listade i Catalogue of Life.